# 電気通信技術短期大学
電気通信技術短期大学（でんきつうしんぎじゅつたんきだいがく）は、東京都世田谷区玉川等々力町2-486において1951年に設置計画のあった日本の私立短期大学である。

## 概要
- 東京都世田谷区において設置される計画のあった日本の私立短期大学で、母体は1933年創立の高等電気通信技術学校[注 1]。
- それを母体に1949年頃より短期大学の設置認可を申請されていたことが右記資料から読み取れる[5]。
- 1950年10月には、翌年に短期大学の開学を目指すべく文部省[注 2]。に設置認可の申請を行っていた履歴がある[注釈 2]。しかし、開学には至らず[6]。

## 設置予定学科
- 電気通信工学科[注釈 2]